# Arne Lindblom

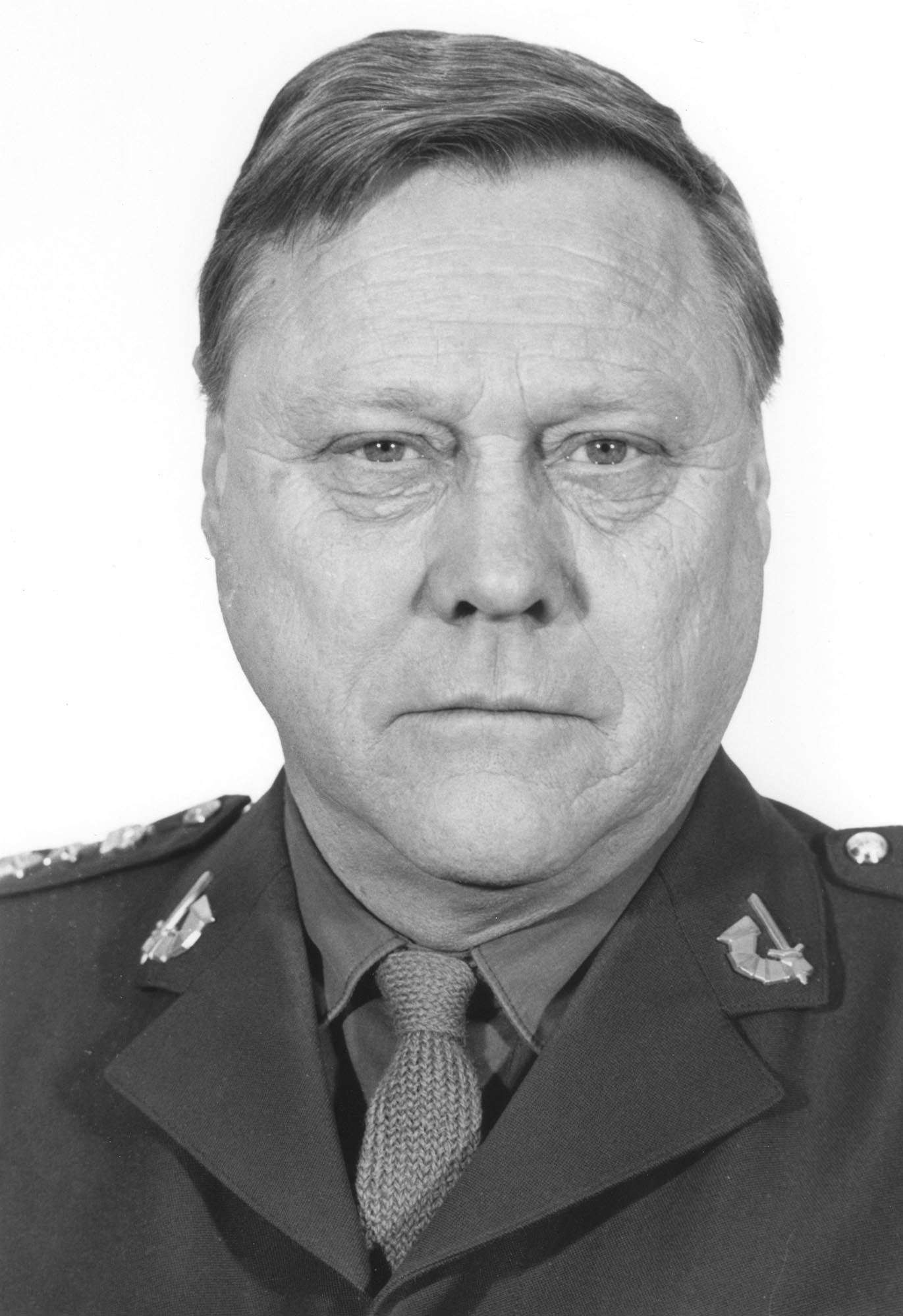
Arne Lindblom.

Bror Gustaf Arne Lindblom, född den 29 juni 1931 i Linköping, död den 1 januari 1995 i Upplands Väsby, var en svensk militär.
Lindblom avlade officersexamen 1955 och blev  fänrik vid Upplands regemente samma år. Efter att ha genomgått Militärhögskolan 1963–1965 tjänstgjorde han i försvarsstaben 1965–1970. Lindblom blev kapten vid generalstabskåren 1967 och vid Södermanlands regemente 1971. Efter att ha blivit överstelöjtnant 1972 var han militärassistent i Arbetsmarknadsstyrelsen 1972–1975, avdelningschef vid arméstaben 1975–1978 och bataljonschef vid Södermanlands regemente 1978–1980 Lindblom befordrades till överste 1980 och till överste av första graden 1984. Han var befälhavare i Kalix försvarsområde 1980–1983, ställföreträdande chef för Skaraborgs regemente 1983, chef där och befälhavare i Skaraborgs försvarsområde 1984–1987. Lindblom blev chef för försvarsenheten vid Arbetsmarknadsstyrelsen 1988. Han vilar på Sollentuna kyrkogård.